# Джуро Джакович — Спецтехніка
АТ «Джуро Джакович — Спецтехніка» (хорв. Đuro Đaković Specijalna vozila d.d., (ĐĐSV)) — хорватська фірма з виробництва вантажних залізничних вагонів і бойових броньованих машин, член холдингу «Джуро Джакович». Єдиний виробник бойових броньованих машин у Хорватії, стратегічний партнер Міністерства оборони та хорватських збройних сил. Головний офіс і виробничі потужності фірми розміщені у Славонському Броді.
Програма виробництва охоплює військові замовлення і замовлення на товарні вагони, що складає основу програми, а також інженерне устаткування та промислове співробітництво у металообробній промисловості як додаткові напрями.